# Steckplatz

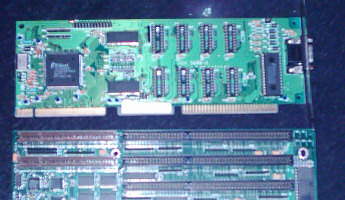
Slots auf der PC-Hauptplatine (unten), Erweiterungskarte mit Kontaktflächen (oben)

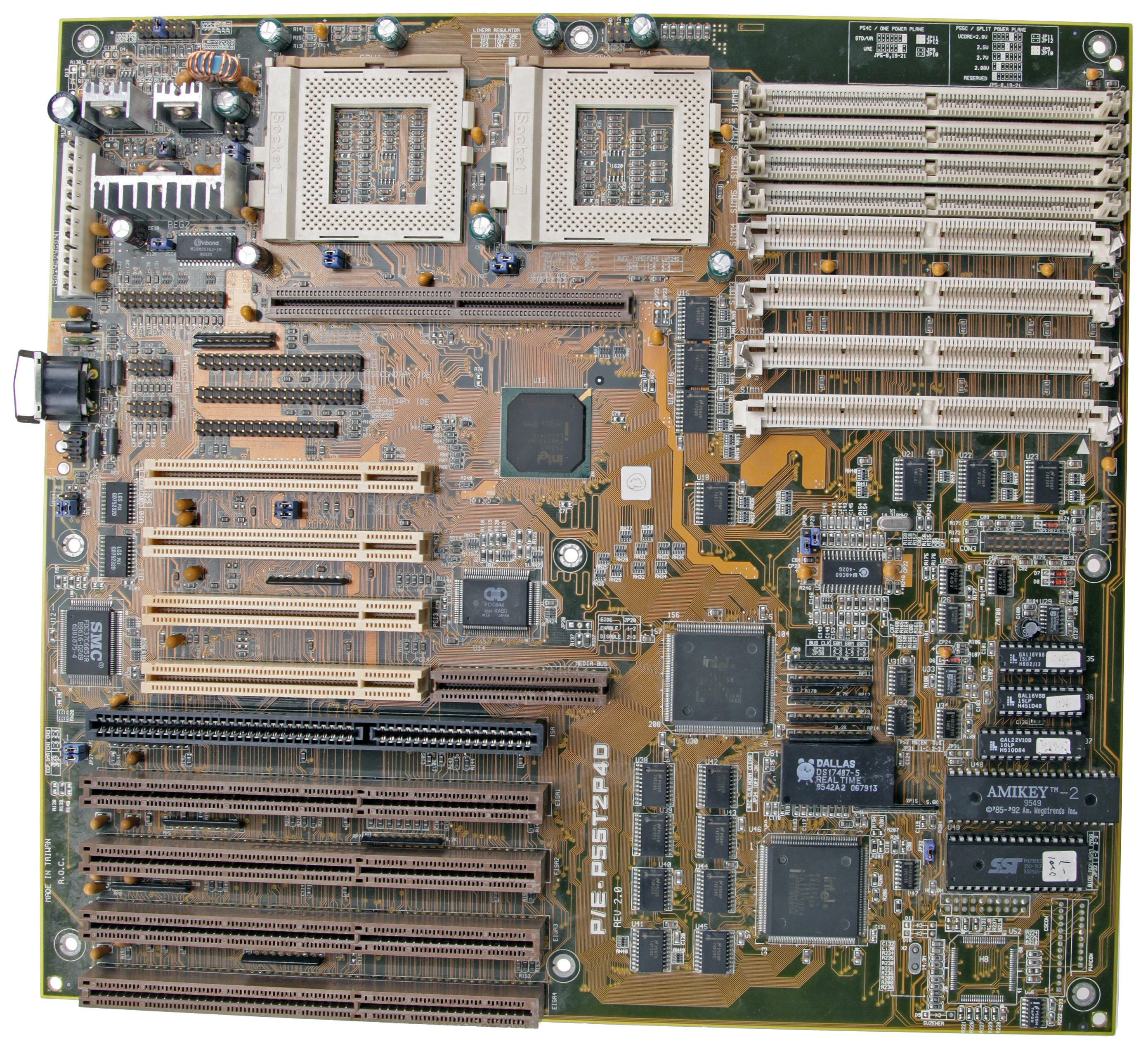
Mainboard mit verschiedenen Steckplätzen, links von oben nach unten: 1× COAST, 3× PCI, 1× PCI + ASUS Media Bus, 1× ISA, 4× EISA; rechts: 8× SIMM

Bei elektronischen Geräten bezeichnet Steckplatz oder Slot (engl. für Schlitz, Platz) eine mechanische und elektrische Schnittstelle, in welche weitere Komponenten hineingesteckt werden können, um das Gerät zu erweitern oder modular zu gestalten. Ein typisches Beispiel ist der Personal Computer, dessen Hauptplatine Steckplätze für Speichererweiterungen, Erweiterungskarten und eventuell den Prozessor aufweist.
Die Bezeichnung Slot wird besonders bei Steckplätzen mit Direktsteckverbinder (Card-Edge-Verbinder) verwendet. Die Erweiterungskomponente besteht in diesem Fall aus einer Leiterplatte, deren Leiterbahnen an einem Rand Kontaktflächen bilden. Diese Seite der Leiterplatte wird dann in die schlitzförmige Steckkupplung („Slot“) der Gegenseite gesteckt. Direktsteckverbindungen sind sehr kostengünstig, da die Erweiterungskarte selbst keinen Steckverbinder benötigt. Eine solche Leiterplatte wird auch als Steckkarte bezeichnet.
Die mechanischen und elektrischen Eigenschaften der unterschiedlichen Steckplätze sind in einer Vielzahl von Normen, Industriestandards und proprietären Spezifikationen festgelegt.

## Speichererweiterung
Bei PCs wird der Arbeitsspeicher mit Speichermodulen realisiert. Da sich die Technik in diesem Sektor rasch weiterentwickelt, besteht eine Vielzahl von Standards für Speicher und ihre Steckplätze. Die wichtigsten Bauformen und zugehörigen Speichertechnologien sind
- DIMM mit 168 Kontakten für SDRAM
  - mit 184 Kontakten für DDR-SDRAM
  - mit 240 Kontakten für DDR2-SDRAM oder DDR3-SDRAM
  - mit 288 Kontakten für DDR4-SDRAM
- RIMM mit 184 Kontakten für RDRAM
- SIMM mit 30 oder 72 Kontakten für FPM-RAM oder EDO-RAM
- PS/2-SIMM als alternative Bezeichnung für 72-polige SIMM

Durch extreme Massenproduktion sind diese Speicher sehr preiswert und werden deshalb auch von vielen anderen Geräten verwendet (z. B. Drucker).
Kompaktere Bauformen, wie sie z. B. in Notebooks notwendig sind, umfassen
- SO-DIMM mit 72 oder 144 Kontakten für SDRAM, 200 Kontakten für DDR-SDRAM
- Micro-DIMM mit 214 Kontakten für DDR2-SDRAM
- SO-RIMM mit 160 Kontakten für RDRAM

## Erweiterungskarten
PCs sind modular aufgebaut und über verschiedene Bussysteme ausbaubar. Dabei lassen sich allgemeine Steckplätze, die für unterschiedliche Zwecke nutzbar sind, und spezielle Steckplätze für dedizierte Anwendungen (wie Grafikkarten) unterscheiden. Generell sinkt die Bedeutung der Erweiterungskarten jedoch, da einerseits immer mehr Funktionen auf die Hauptplatine integriert (z. B. Soundkarten, Netzwerkkarten) und andererseits viele Erweiterungen als externe Geräte mit einem Kabel über USB oder FireWire angeschlossen werden (z. B. Modem).
Aktuelle PCs weisen normalerweise mehrere Steckplätze eines der folgenden Systeme auf:
- PCI, der Standard-Bus in heutigen PCs
- PCI-X, eine leistungsfähigere Erweiterung von PCI
- PCI Express (PCIe, PCI-E) in verschiedenen Varianten, beispielsweise PCI-Express x1 als geplanter Ersatz für PCI und PCIe x16 als Ersatz für AGP

Ältere PCs bieten Steckplätze der Standards
- ISA, von IBM AT-Bus genannt und im IBM PC AT erstmals eingesetzt
- XT-Bus, eine Untermenge von ISA und vom IBM PC eingeführt
- MCA (Microchannel), von IBM als proprietärer Nachfolger von ISA entwickelt
- EISA, ein offener Standard als Konkurrenz zum MCA, aufwärtskompatibel zu ISA

Zusätzlich zu den oben erwähnten Steckplätzen findet sich oft:
- AGP, ein einzelner Steckplatz für eine Grafikkarte
- VESA Local Bus (VLB), eine Erweiterung (Verlängerung) von ISA-Slots, hauptsächlich für Grafikkarten verwendet und nur während weniger Jahre auf dem Markt erhältlich
- CNR, vor allem von OEM-Herstellern für Modem-Karten eingesetzt.

Viele PCs verfügen über eine Kombination von unterschiedlichen Steckplätzen, beispielsweise mehrere PCI-Slots und einen AGP-Slot.

## Prozessor
Mikroprozessoren von PCs sind normalerweise auswechselbar. Zu diesem Zweck wird als IC-Gehäuse meist ein Pin Grid Array verwendet, das in einen Prozessorsockel auf der Hauptplatine passt. Einige Prozessormodelle sind (zusammen mit Cache-Speicher) auf eine kleine Leiterplatte gelötet, die hochkant in einen dedizierten Steckplatz passt. Verbreitete Slot-Typen und die entsprechenden Prozessoren sind
- Slot 1 für Intel Pentium II und gewisse Modelle von Pentium III und Celeron
- Slot 2 für Intel Xeon
- Slot A für AMD Athlon